# Johann Daniel von Menzel

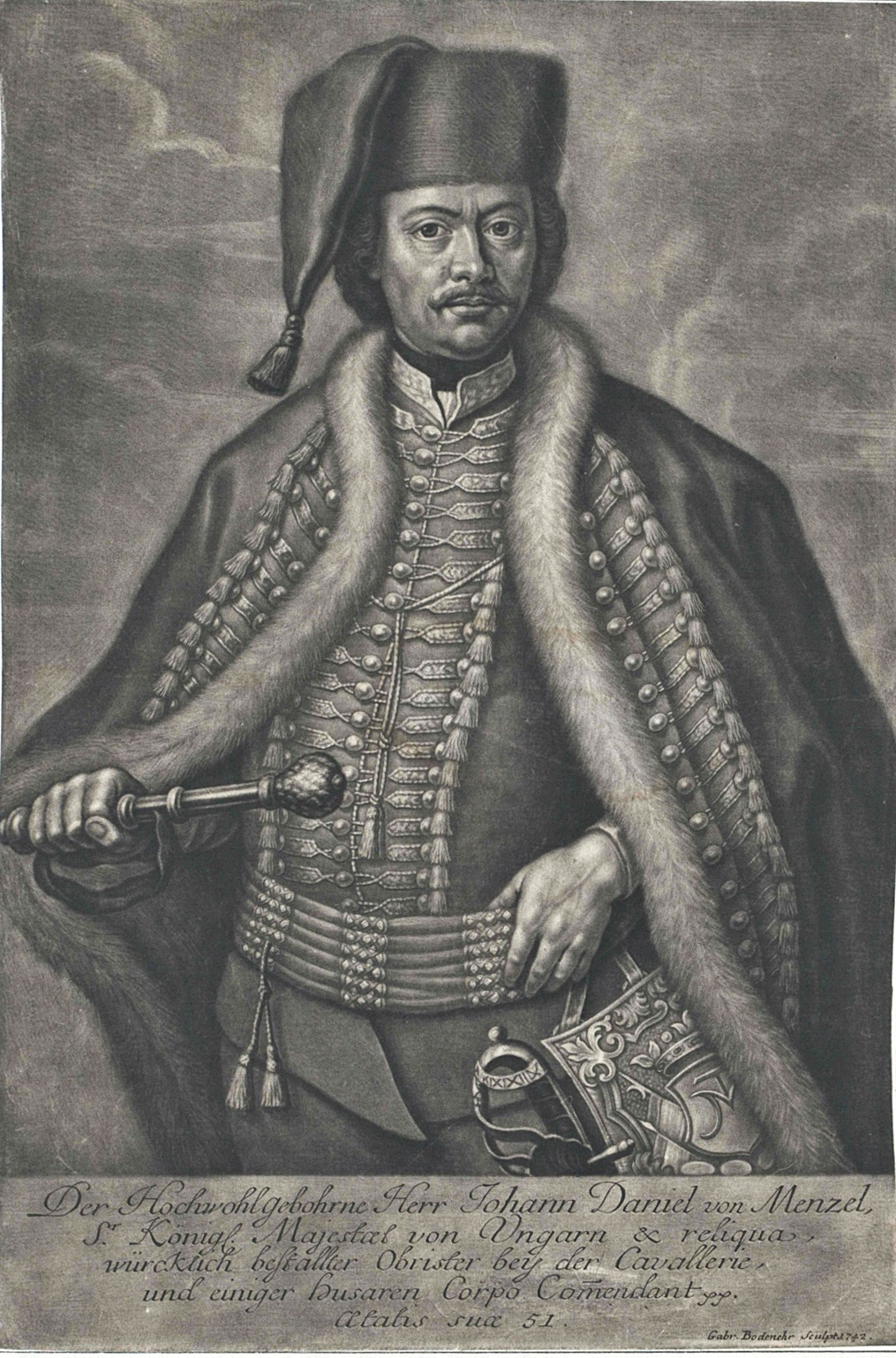
Johann Daniel von Menzel

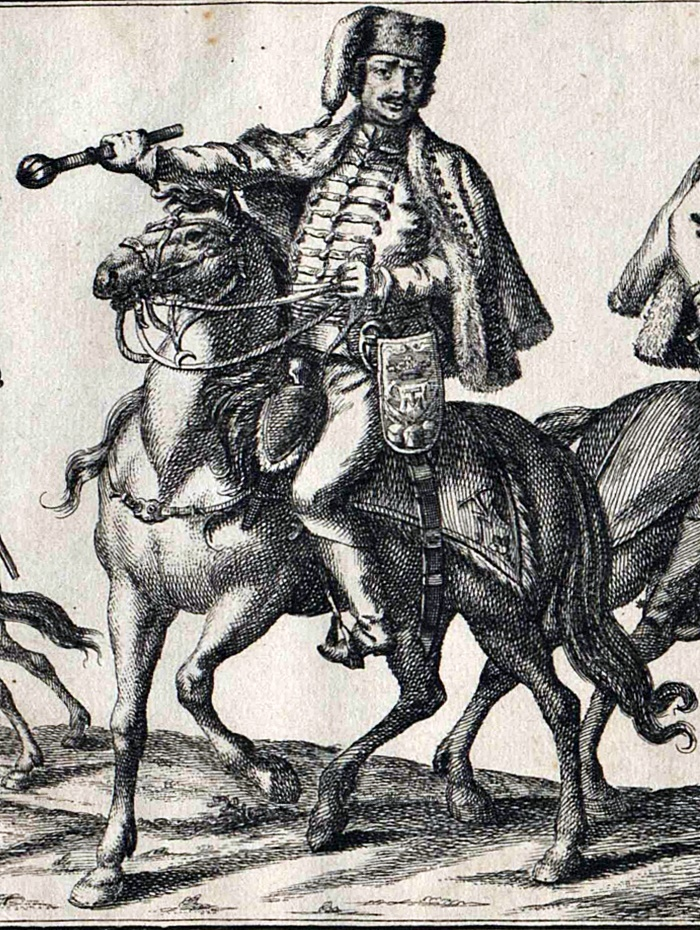
Menzel zu Pferde

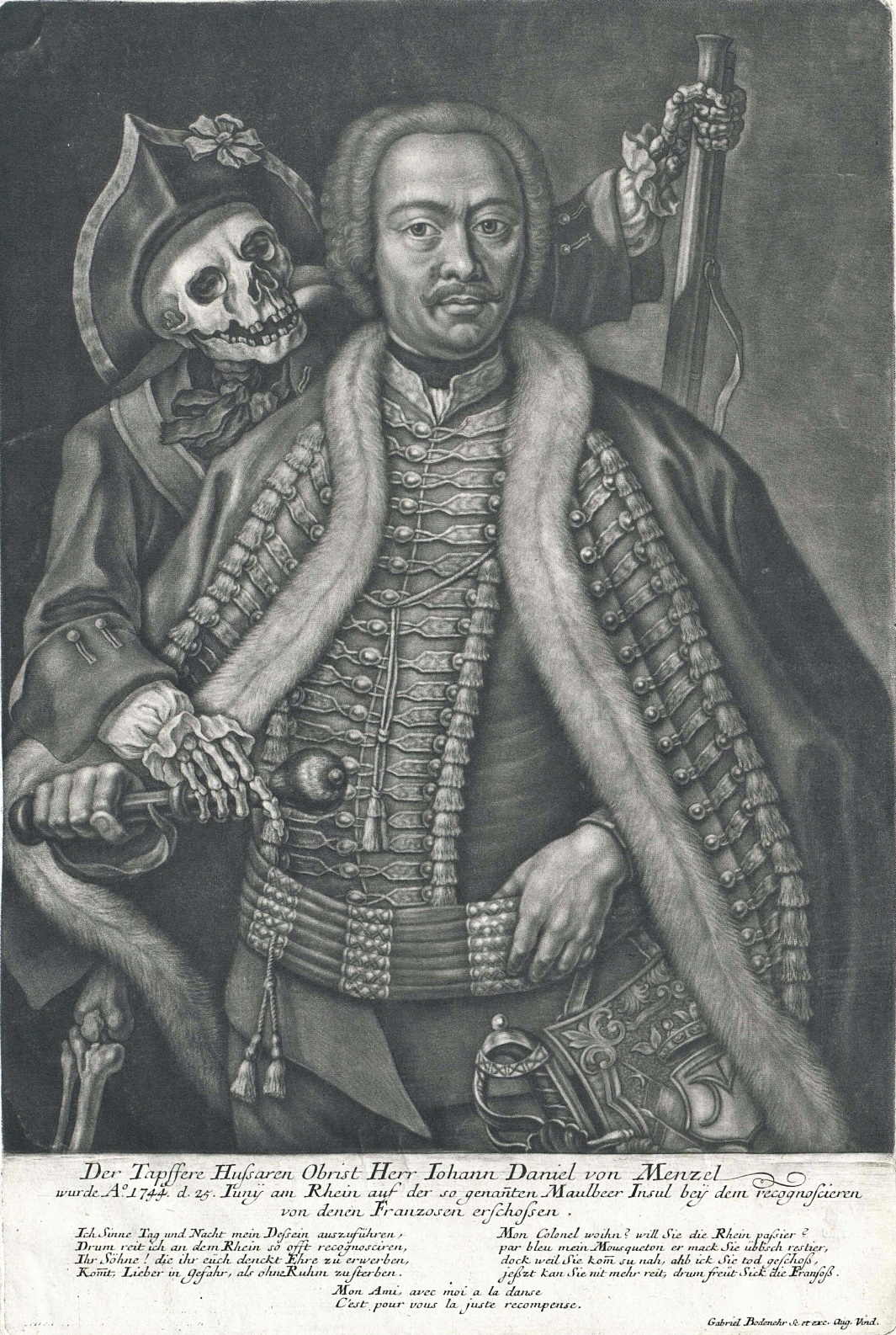
Johann Daniel von Menzel mit dem Tod im Nacken

Johann Daniel von Menzel (* 30. September 1698 in Leipzig; † 25. Juni 1744 bei Stockstadt am Rhein) war ein Freiherr und Husaren-General der Kaiserlichen Armee.

## Leben und Wirken

### Herkunft und wechselnde Stellungen
Bürgerlicher Herkunft, wurde er geboren als Sohn des Feldschers bzw. Barbiers Johann Men(t)zel und seiner Frau Dorothea Elisabeth geb. Liebreich, der Tochter eines Musikanten.
Gegen den Willen seines Vaters, der ihn studieren lassen wollte und deshalb zurückholte, trat Johann Daniel Menzel 1711 anlässlich des Leipziger Besuches von Zar Peter I. in russische Militärdienste.
Aus einem begonnenen Studium heraus begab er sich später in die kursächsische, dann in die schwedische Armee. Schließlich wechselte er in die polnisch-litauische Kronarmee über, wurde Hauptmann und der polnisch-sächsische König August II. erhob ihn in den Adelsstand. Als 1728 sein Förderer General Jacob Heinrich von Flemming starb, ging Menzel als Major nach Russland.
Er kämpfte 1733–1735 im Polnischen Thronfolgekrieg sowie unter Feldmarschall Burkhard Christoph von Münnich 1736 gegen die Krimtataren und 1737, während des Russisch-Österreichischen Türkenkrieges, beim Sturm auf Otschakiw. 1738 entsandte man ihn zu Sondierungen nach Persien an den Hof von Nadir Schah, wo er sich auch als geschickter Diplomat erwies.

### Ungarischer Offizier
1739 verließ Johann Daniel Menzel das russische Heer und erhielt 1741 im Österreichischen Erbfolgekrieg als königlich ungarischer Oberstleutnant das Kommando über das Panduren-Freikorps des zeitweise in Ungnade gefallenen Franz von der Trenck, mit dem es nach seiner Rückkehr beständig Streitigkeiten gab. Unter dem Oberbefehl des Generals Johann Leopold Bärenklau zu Schönreith hatte Menzel 1742 entscheidenden Anteil daran, Österreich völlig von Bayern und Franzosen zu säubern und drang, allenthalben panischen Schrecken verbreitend, mit seinen wilden Horden bis nach München vor, das er besetzte. Deshalb avancierte er in jenem Jahr zum Oberst und wurde in den Freiherrenstand erhoben.
Zusammen mit Freiherr von der Trenck stieß Johann Daniel von Menzel im August 1743 mit den Panduren tief in das Elsaß hinein, wo er der angsterfüllten Bevölkerung in verteilten Proklamationen die baldige Befreiung von dem „unerträglichen französischen Joche“ ankündigte und an ihre Treue zum Deutschen Reich appellierte. Menzel bemühte sich nachhaltig, unter den undisziplinierten Panduren so weit als möglich die Manneszucht zu wahren. Für die geringsten Verfehlungen ließ er die Delinquenten nach seinem Lieblingsausdruck „kanonisch bestrafen“ und scheute sich dabei auch nicht, eigenhändig einzugreifen.
1743 stellte Menzel auch ein eigenes, schwarz uniformiertes Husarenregiment auf, das nach seinem Tod von Johann Baptist Bartholotti von Partenfeld übernommen wurde und dann „Husarenregiment Bartolotti“ hieß. Die Einheit ging später teils im k.u.k. Husarenregiment Nr. 8 und teils im Husarenregiment Nr. 4 auf. Durch seine kühn-wilden Unternehmungen wurde der Freiherr zu einer legendären Figur seiner Epoche und trug den Spitznamen „Husarenmenzel“.

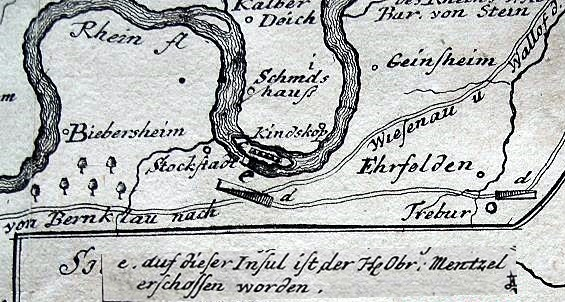
Rheinkartenausschnitt mit Anmerkung: „e. auf dieser Insul ist der He. Obr. Mentzel erschossen worden“

1744 stand Johann Daniel von Menzel, inzwischen zum Generalleutnant befördert, mit seiner Truppe, zu der auch 400 Panduren gehörten, bei Stockstadt am Rhein. Hier war das Hauptquartier von General Bärenklau. Von der sogenannten Maulbeerinsel vor der damaligen Halbinsel Kühkopf, wo der Rhein am schmalsten war, sollte eine Brücke ans westliche Ufer geschlagen werden. Am 25. Juni befand sich Menzel bei Bärenklau zum Kriegsrat, wobei auch Herzog Karl Alexander von Lothringen und Landgraf Ludwig VIII. von Hessen-Darmstadt anwesend waren. Danach fuhr er zur Rheininsel und wollte die Flusstiefe untersuchen. In angeheiterter Stimmung wagte er sich aus der Deckung und fing an, die jenseitigen Feinde durch Zurufe zu provozieren. Hierbei wurde er von einem französischen Scharfschützen schwer verwundet und starb noch am selben Tag unter vielem Beten und beständigen Ausrufen: „O Herr Jesu! Spann’ aus“.
Man setzte Johann Daniel von Menzel in der Kirche von Gernsheim bei. Seine Frau, Therese Gabriele geb. Edle von Regenthal, die sich zum Zeitpunkt des Todes ihres Gatten in Bürstadt aufhielt, ließ ihm in Gernsheim ein prächtiges Grabmal errichten.
Noch zu Lebzeiten erschien 1743 eine Biografie über ihn und sein abenteuerliches Leben; es existiert eine Vielzahl von verschiedenen Porträts.

## Literatur

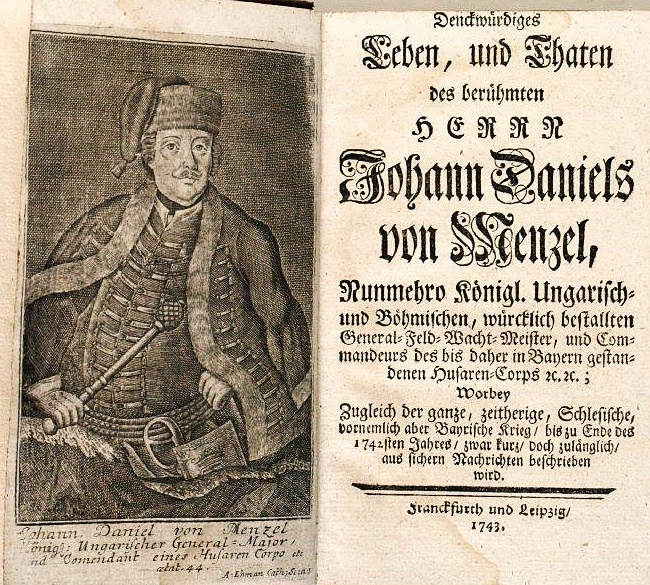
Biografie mit Stich, 1743